# Грей-Лоусон, Алексис
Алексис Эмбер Грей-Лоусон (англ. Alexis Amber Gray-Lawson; род. 21 апреля 1987 в Окленде, Калифорния, США) — американская профессиональная баскетболистка, выступавшая в женской национальной баскетбольной ассоциации. Она была выбрана на драфте ВНБА 2010 года в третьем раунде под общим тридцатым номером клубом «Вашингтон Мистикс». Играла на позиции атакующего защитника.

## Ранние годы
Алексис родилась 21 апреля 1987 года в городе Окленд (штат Калифорния) в семье Орландо Грея и Рослин Лоусон, у неё есть четыре брата, Кэмерон, Кевин, Уильям и Кенни, и четыре сестры, Кеня, Лейс, Вайолет и Ванесса, а училась она там же в Технической средней школе, в которой выступала за местную баскетбольную команду.